# Joseni
Joseni là một xã thuộc hạt Harghita, România. Dân số thời điểm năm 2002 là 5717 người.